# Huta Paung
Huta Paung is een bestuurslaag in het regentschap Humbang Hasundutan van de provincie Noord-Sumatra, Indonesië. Huta Paung telt 1414 inwoners (volkstelling 2010).